# Zavrelimyia remota
Zavrelimyia remota är en tvåvingeart som först beskrevs av Jean-Jacques Kieffer 1918.  Zavrelimyia remota ingår i släktet Zavrelimyia och familjen fjädermyggor.
Artens utbredningsområde är Tjeckien. Inga underarter finns listade i Catalogue of Life.